# Епархия Санторини
Епархия Санторини (лат. Dioecesis Sanctoriensis) — епархия Римско-Католической церкви c центром в городе Тира, остров Тира, Греция. Епархия Санторини распространяет свою юрисдикцию на острова Анафи, Иос, Сикинос, Тирасия и Фолегандрос. Епархия Санторини входит в митрополию Наксоса, Андроса, Тиноса и Миконоса. Кафедральным собором епархии Санторини является церковь святого Иоанна Крестителя.

## История
Епархия Санторини была образована в 1204 году. В 1630 году численность католиков епархии Санторини насчитывала около 700 человек.
30 марта 1930 года епархия Санторини передала остров Астипалея архиепархии Родоса.

## Ординарии епархии
- епископ Каспар Деленда (19.07.1815 — † 16.09.1825);
  - Sede Vacante (1825—1828)
- епископ Luca de Cigalla (15.12.1828 — † 12.02.1847)
- епископ François Cuculla (10.09.1847 — 14.01.1853), назначен архиепископом Наксоса
- епископ Никкола Маринелли (14.01.1853 — 9.12.1855);
- епископ Лоренцо Бергеретти (29.07.1856 — 22.08.1862), назначен архиепископом-коадъютором Наксоса
- епископ Феделе Абати, O.F.M. (27.03.1863 — 16.10.1877);
- епископ Антонио Галиберт (4.02.1879 — † 8.08.1906);
- епископ Микеле Камиллери (1.07.1907 — † 19.03.1931);
- епископ Тимотео Джорджо Раймундос, O.F.M. Cap. (12.01.1932 — 4.05.1945);
- епископ Георгий Ксенопулос, S.J. (22.02.1947 — 27.06.1974);
- епископ Франгискос Папаманолис, O.F.M. Cap. (27.06.1974 — 13.05.2014)
- епископ Петрос Стефану (с 13.05.2014)

## Источник
- Annuario Pontificio, Libreria Editrice Vaticana, Città del Vaticano, 2003, ISBN 88-209-7422-3